# Мюрат, Луис
Луис (Луиш) Мюрат (порт.-браз. Luís Murat; 18 июня 1861, Резенди, Бразилия — 11 июля 1929, Рио-де-Жанейро) — бразильский поэт, журналист, общественно-политический деятель.
Был одним из основателей и 1-м членом Бразильской академии литературы с 1897 года до своей смерти в 1929 году.

## Биография
Изучал право и общественные науки в Университета Сан-Паулу. Позже переехал в Рио-де-Жанейро, где работал журналистом.
В 1886 году вместе с Артуром Азеведо основал недолго просуществовавший литературный журнал «Vida Moderna» (1886—1887), на страницах которого печатались Энрике Коэлью Нету, Тристан ди Аленкар Арарипе Жуниор, Рауль Помпейя и другие видные литераторы Бразилии.
Работал генеральным секретарём правительства штата Рио-де-Жанейро, был пожизненным секретарём омбудсмена города Рио-де-Жанейро, который тогда был федеральной столицей.
В 1890 году был избран депутатом в Федеральный сенат Бразилии от штата Рио-де-Жанейро. В 1893 году поддержал восстание Бразильского военно-морского флота, был арестован, предстал перед судом, но был оправдан.

## Творчество
Дебютировал в 1885 году, опубликовав первый том стихов «Quatro poemas».
Представитель реализма и символизма в бразильской литературе. Видный представитель Парнасской школы поэтов Бразилии.

## Избранные произведения
- Quatro poemas (поэма, 1885)
- A última noite de Tiradentes (драматическая поэма, 1890)
- Ondas, 1a série (стихи, 1890)
- Poesias (стихи, 1892)
- Ondas, 2a série (стихи, 1895)
- Sarah (поэма, 1902)
- Ondas, 3a série (стихи,1910)
- Poesias escolhidas (1917)
- Ritmos e ideias (стихи, 1920)